# Jeep Gladiator (2018)
Jeep Gladiator – samochód osobowy typu pickup klasy średniej produkowany pod amerykańską marką Jeep od 2019 roku.

## Historia i opis modelu

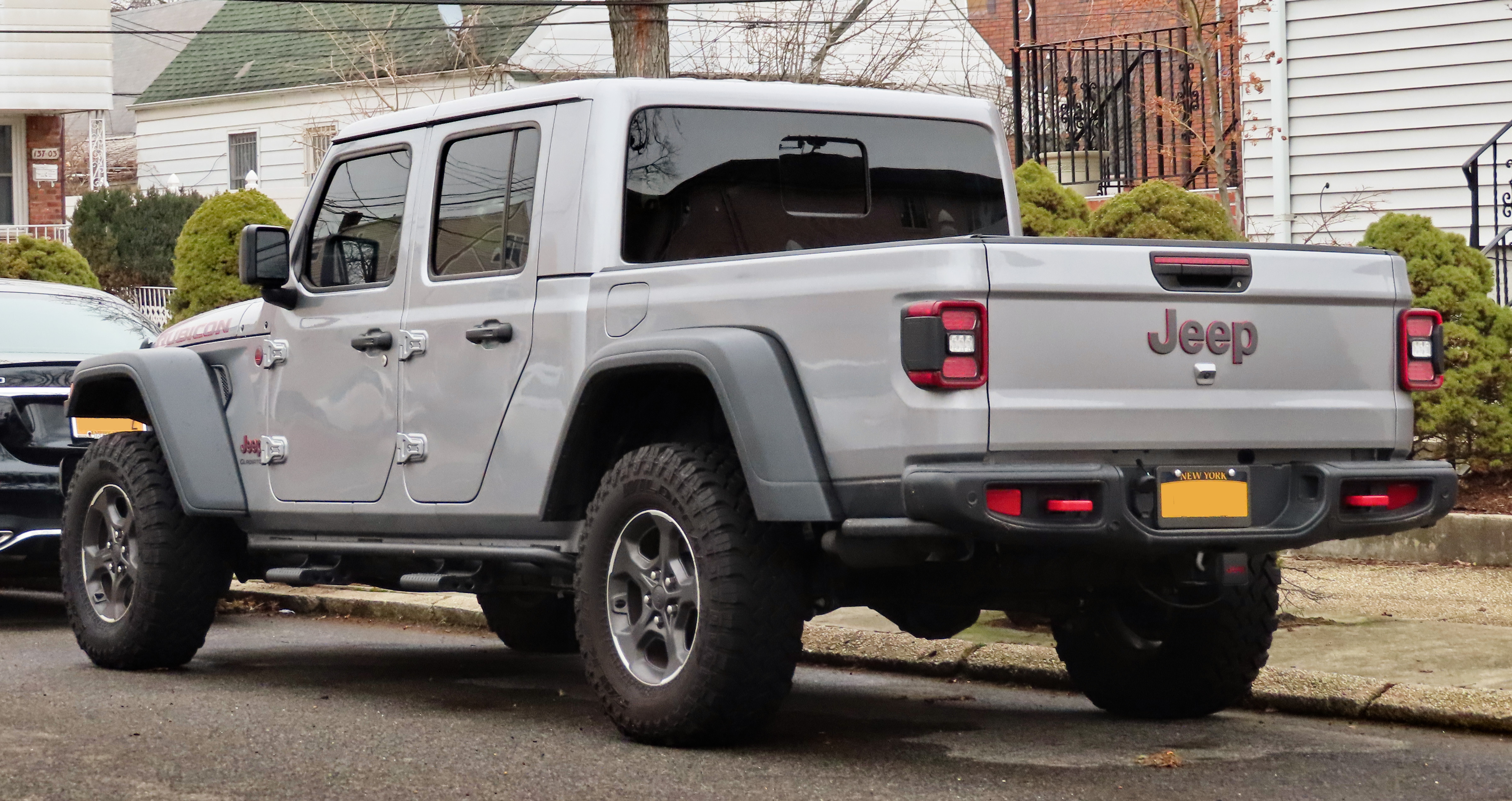
Jeep Gladiator - tył

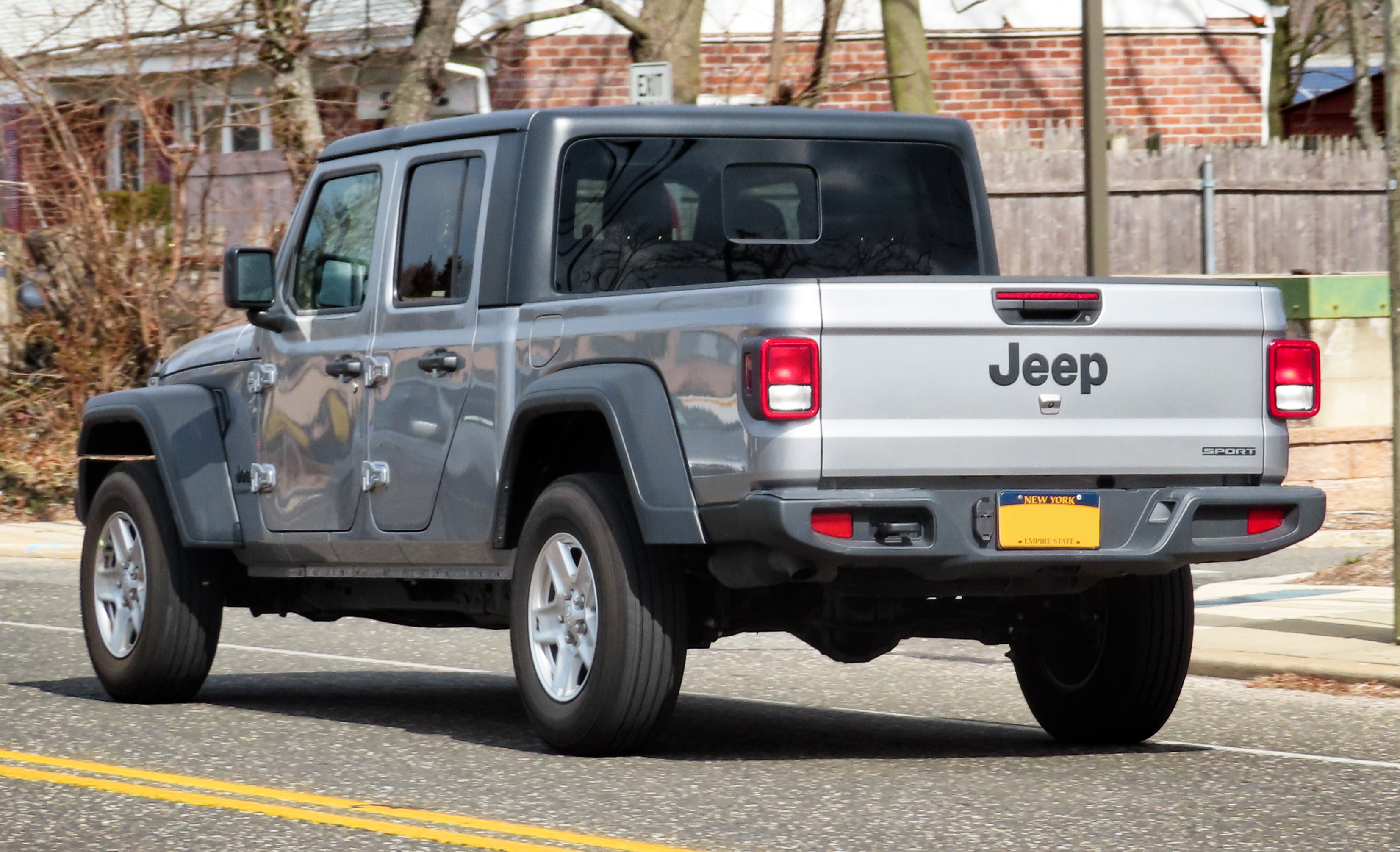
Jeep Gladiator Sport

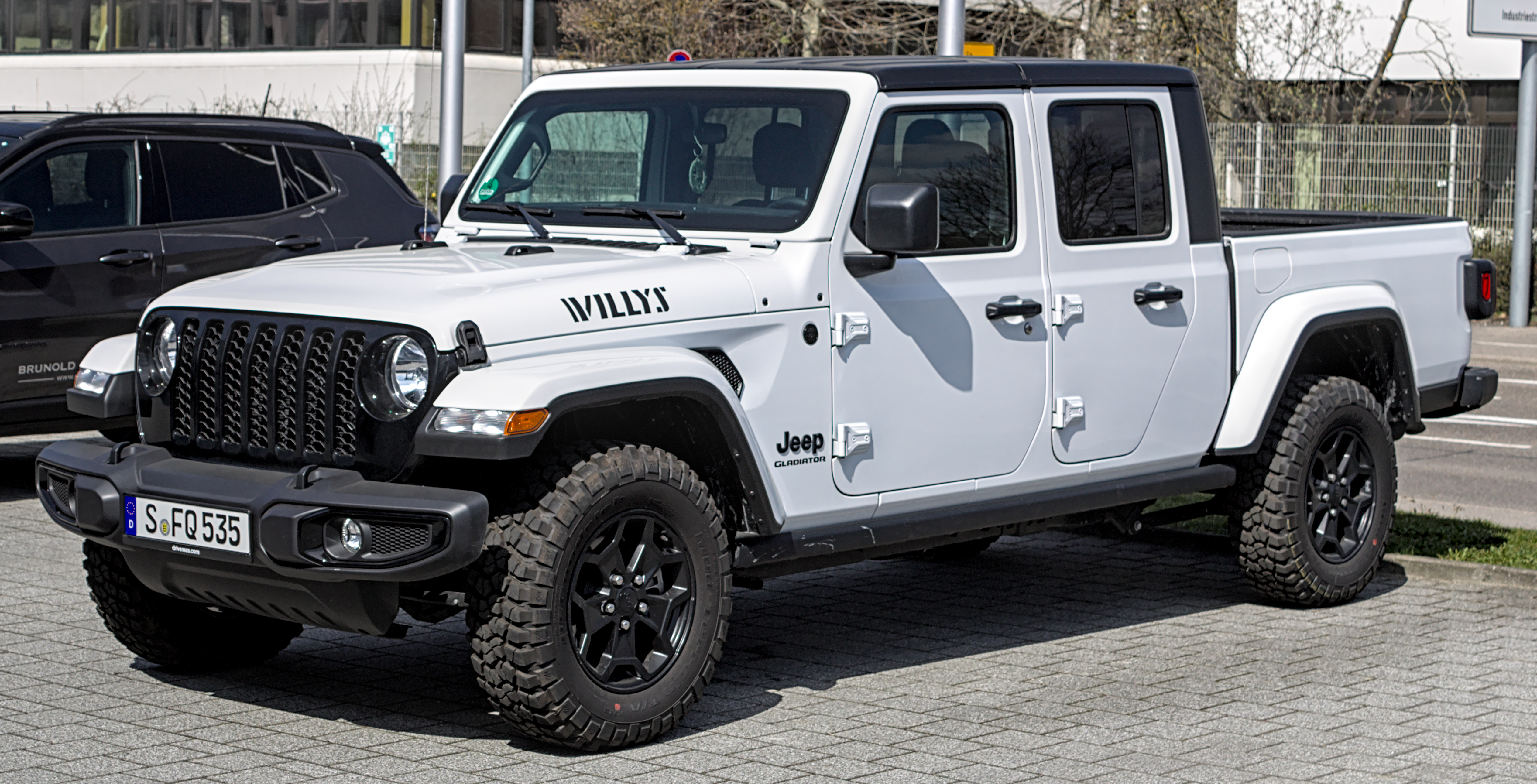
europejski Jeep Gladiator

Jeep zdecydował się ponownie zastosować wprowadzoną po raz pierwszy w 1962 roku nazwę Gladiator w listopadzie 2018 roku dla dużego pickupa zbudowanego na bazie Wranglera czwartej generacji. Nie sprawdziły się tym samym pojawiające się przed premierą medialne spekulacje, według których pojazd miał rzekomo otrzymać inną historyczną nazwę Jeep Scrambler, którą producent stosował już w latach 80. XX wieku.
W porównaniu do pokrewnego modelu, Gladiator wyróżnia się wyraźnie dłuższym nadwoziem, co wynika głównie z większego rozstawu osi. Z długością wynoszącą ponad 5,5 metra, jest to jeden z dłuższych pickupów na rynku.  Poza wymiarami i dużym przedziałem transportowym, pickup Jeepa odtwarza akcenty stylistyczne zastosowane już we Wranglerze. Model ma oświetlenie wykonane w całości w technologii LED, a także charakterystyczne rozwiązania jak zamocowane z zewnątrz zawiasy drzwi i maski. Akcenty kolorystyczne zastosowane w nadwoziu są silnie uzależnione od poszczególnych wariantów wyposażenia - Gladiator może posiadać różne wypełnienia reflektorów i świateł, a także malowanie dachu, atrapy chłodnicy czy zderzaków.
Podobnie jak pokrewny Wrangler, także i Jeep Gladiator wyposażony jest standardowo w funkcję demontażu wybranych elementów nadwozia, jak boczne drzwi pierwszego i drugiego rzędu siedzeń, jak i dachu. Samochód posiada prześwit 25,3 cm i może brodzić w wodzie o głębokości sięgającej 76 cm. Za napęd 4x4 odpowiada układ Selec-Trac z reduktorem oraz osiami Dana 44 – tylna z mechanizmem różnicowym z blokadą.
W trzecim kwartale 2020 roku producent zdecydował się wprowadzić zmodyfikowany model na rok 2021. Zmiany skupiły się przede wszystkim na dołączeniu do oferty nowego wysokoprężnego silnika 3.0 V6. Motor został wyposażony w 260 KM i maksymalny moment obrotowy na poziomie 600 Nm. Wybór skrzyni biegów ograniczy się do 8-stopniowego automatu. Pojazdy z nowymi silnikami otrzymają wzmocnione mosty Dana 44 z przodu i z tyłu, które normalnie występują tylko w modelach Rubicon.

### Lifting
We wrześniu 2023 zaprezentowany został Gladiator po obszernej modernizacji, której zakres został zaadaptowany z pokrewnego Wranglera. Pas przedni zyskał inny zderzak, nowe wkłady reflektorów i charakterystyczne czarne malowanie otoczenia osłony chłodnicy. Obszerne zmiany przeszła także kabina pasażerska, gdzie wprowadzono zupełnie nowy projekt kokpitu. Nowe zegary zyskały większy, umieszczony pomiędzy analogowymi tarczami, wyświetlacz. Ponadto, okrągłe nawiewy zastąpiono prostokątnymi umieszczonymi niżej, by zrobić miejsce dla nowego, centralnego dotykowego wyświetlacza o przekątnej 12,3 cala obsługujący system uConnect piątej generacji.

### Sprzedaż

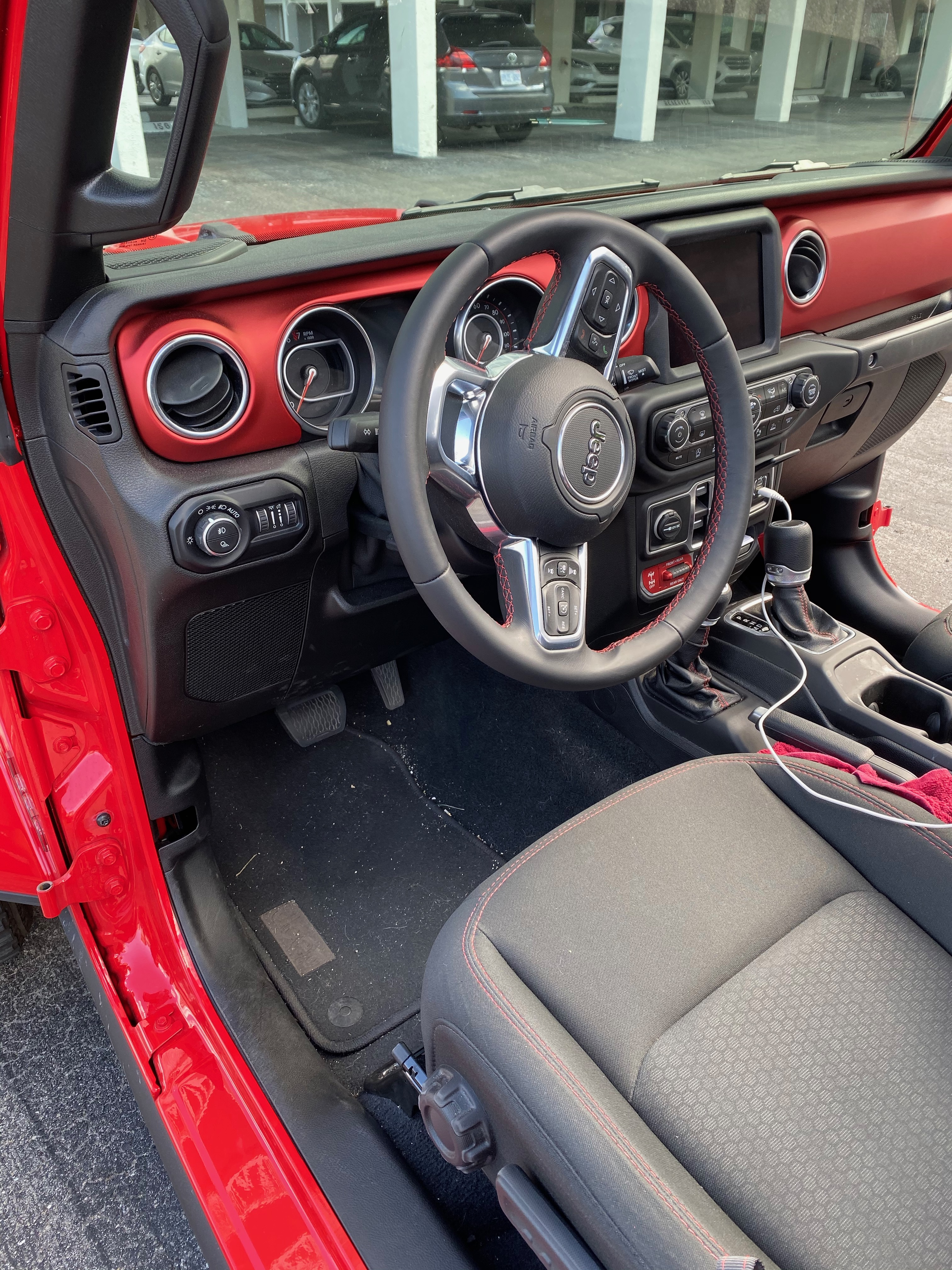
Jeep Gladiator - wnętrze

Produkcja Jeepa Gladiator ruszyła w kwietniu 2019 roku, a w lipcu 2019 roku firma potwierdziła, że samochód trafi do sprzedaży także na rynku europejskim. Ostatecznie, na początku 2021 roku Jeep wprowadził Gladiatora w tym regionie włącznie z rynkiem polskim. W przeciwieństwie do swojego amerykańskiego odpowiednika, auto dostępne było tylko z jednym wysokoprężnym silnikiem: 3-litrowy turbodieslem V6. Scharakteryzował się on mocą 264 KM oraz 600 Nm maksymalnego momentu obrotowego, dostępnego stale pomiędzy 1400 a 2800 obr./min. Współpracuje on z 8-biegowym automatem i napędem AWD. Na polskim rynku Gladiator występował w 4 wersjach: Sport, Overland, 80th Anniversary oraz w limitowanej Launch Edition, dostępnej w Polsce w liczbie 10 egzemplarzy.
Sprzedaż Gladiatora w Europie nie trwała długo, kończąc się po 2,5 roku i przechodząc w proces wygaszania we wrześniu 2023 roku. Decyzję tę producent motywował brakiem spełniania dalszych, tutejszych norm emisji spalin. W ramach przypieczętowania końca oficjalnej dystrybucji w tym regionie Jeep przedstawił specjalną, pożegnalną edycję Gladiatora.

### Silnik
- V6 3.6l Pentastar
- V6 3.0l EcoDiesel